# Geffen Records
Geffen Records es un sello discográfico estadounidense, propiedad de Universal Music Group, fundado en 1980 por el empresario David Geffen. Este opera como tercera parte del grupo de sellos discográficos Interscope-Geffen-A&M.

## Historia

### Comienzos
Geffen Records fue fundada en 1980, por el empresario de la industria musical David Geffen, quien ya había fundado Asylum Records en la década de 1970. Geffen renunció en 1975 a Asylum Records, cuando se pasó al lado del cine y fue nombrado vicepresidente de Warner Bros. Pictures. Fue despedido de Warner alrededor de 1978, mientras tenía un contrato de cinco años, eso le impidió trabajar en otro lugar. Regresó a trabajar en 1980 y llegó a un acuerdo con Warner Bros. Records para crear Geffen Records. Warner aportó el cien por cien de la financiación para las operaciones del sello discográfico, y distribuyó los lanzamientos del sello en los Estados Unidos, Canadá y Reino Unido. CBS/Epic Records manejó la distribución de los lanzamientos en el resto del mundo hasta 1985, cuando Warner Bros. se hizo cargo de los territorios.
Uno de los primeros contratos concedidos por Geffen Records fue para la superestrella de música disco Donna Summer, cuyo primer álbum, The Wanderer, fue el primer lanzamiento del sello en 1980. Geffen continuó con Double Fantasy de John Lennon y Yoko Ono. Este fue el primer álbum de Lennon desde 1975. Tres semanas después de haber entrado en las listas estadounidenses, Lennon fue asesinado en Nueva York. Posteriormente, el álbum llegó a vender millones de copias y le entregó a Geffen su primer álbum número uno (actualmente los derechos del álbum son propiedad de EMI).
Mientras avanzaba la década de los 1980, Geffen pasó a tener éxitos con artistas como: Quarterflash, Oxo, Asia, Wang Chung, Kylie Minogue y Sammy Hagar. Mientras tanto, el sello continuó firmando contratos con unos cuantos iconos de la música, incluyendo: Elton John, Irene Cara, Cher, Don Henley, Joni Mitchell, Neil Young, Peter Gabriel, Jennifer Holliday y Sonic Youth. Hacia el final de la década, la compañía empezó a hacerse un nombre por sí misma como «un sello de rock emergente», todo gracias al éxito de Whitesnake (solo en los Estados Unidos), The Stone Roses, Guns N' Roses, Tesla, y el regreso de los roqueros Aerosmith. Esto llevó a Geffen Records a crear un sello subsidiario en 1990 llamado DGC Records. DGC se centró en sonidos más progresivos (ocasionalmente bandas de metal), posteriormente aceptaría la aparición del rock alternativo, siendo Nirvana el máximo ejemplo.

## Artistas
- Anexo:Artistas de Geffen Records.

- Datos: Q212699
- Multimedia: Geffen Records / Q212699